# Leïla Chaibi
Leïla Chaibi (ur. 5 października 1982 w Dijon) – francuska polityk pochodzenia tunezyjskiego, posłanka do Parlamentu Europejskiego IX i X kadencji.

## Życiorys
Absolwentka Institut d'études politiques de Toulouse. W trakcie studiów działała w lewicowej organizacji SUD Étudiant. Była aktywistką Génération précaire i Jeudi noir, grup skupiających lewicowych młodych aktywistów. W 2009 dołączyła do założonej wówczas trockistowskiej Nowej Partii Antykapitalistycznej. W 2011 przeszła do Partii Lewicy Jeana-Luca Mélenchona, obejmując w jej kierownictwie funkcję sekretarza krajowego do spraw zwalczania prekariatu. W 2016 należała do liderów ruchu społecznego Nuit debout, prowadzącego masowe protesty przeciwko projektom zmian w prawie pracy.
Związana następnie z Niepokorną Francją. Z ramienia tego ugrupowania w 2019 uzyskała mandat eurodeputowanej IX kadencji. Utrzymała go na kolejną kadencję w wyniku wyborów w 2024.